# Атагут
Атагут (азерб. Ataqut) — село в административно-территориальном округе села Туг Ходжавендского района Азербайджана.

## География
Сёла Туг, Атагут, Агдам, Сусанлыг входят в состав Тугского сельского административно-территориального округа Ходжавендского района, при этом село Туг является центром этого сельского административно-территориального округа.

## История
В советский период входило в состав Тугского сельсовета Гадрутского района Нагорно-Карабахской автономной области (НКАО) Азербайджанской ССР.
2 сентября 1991 года на совместной сессии Нагорно-Карабахского областного и Шаумяновского районного Советов народных депутатов была принята Декларация о провозглашении Нагорно-Карабахской Республики в границах Нагорно-Карабахской автономной области (НКАО) и сопредельного Шаумяновского района Азербайджанской ССР.
26 ноября 1991 года Верховный Совет Азербайджанский Республики принял Закон "Об упразднении Нагорно-Карабахской автономной области Азербайджанской Республики". В этом Законе помимо упразднения Нагорно-Карабахской Автономной Области (НКАО), было постановлено в том числе также и переименование Мартунинского района в Ходжаведский, упразднение Гадрутского района и присоединение территории Гадрутского района в состав Ходжавендского района. В настоящее время село Атагут входит в состав Тугского сельского административно-территориального округа Ходжавендского района Азербайджана.
В ходе Карабахского конфликта село в начале 90-х годов ХХ-ого века перешло под контроль непризнанной Нагорно-Карабахской Республики (НКР). Согласно административно-территориальному делению непризнанной республики, контролировавшей село до 2020 года, располагалось в Гадрутском районе НКР и называлось Тахут (арм. Թաղուտ).
7 ноября 2020 во время 44-дневной войны Президент Азербайджана, Ильхам Алиев, объявил о восстановлении контроля над селом Атагут.

## Население
По состоянию на 1 января 1933 года в селе проживало 656 человек (128 хозяйств), все  — армяне.

## Известные уроженцы
- Авакян Багдасар (1883—1918) — советский комендант Баку в период Бакинской коммуны